# Air Sempiang
Air Sempiang is een bestuurslaag in het regentschap Kepahiang van de provincie Bengkulu, Indonesië. Air Sempiang telt 665 inwoners (volkstelling 2010).